# 济扶岛
济扶岛（：／ Jebu do */?）是在大韩民国（韩国）京畿道华城市西新面济扶里的一个岛，一天由于涨潮与退潮而与海岸分开，现在有铺路可以用车辆来往。该岛离松桥里有2.3公里远。一个月一次海面从0点到第二天0点一直开着。该岛的面积约为0.971平方公里，济扶岛的大部分都是平地，中央有最高的山，高度为62.5米，1月的平均气温为－3.5℃，8月的平均气温为26℃，年间降水量为1,200毫米。济扶岛里有150个家庭700个人在生活，他们大部分從事农业和渔业，主要的农作物为米、大麦、豆、红薯、大蒜等，主要海产物为鲈鱼、鲻鱼、海鳗等，而养殖牡蛎和紫菜。该岛有1个警察局和1个小学。

## 由来
以前过松桥里和这岛的泥滩的人背着小孩，扶着老人过去，所以以后人们从“济弱扶倾”中提出“济”和“扶”而叫“济扶岛”。